# M79反坦克火箭筒
M79「黄蜂」（塞尔维亚语：M79 Osa；Osa，意為：黄蜂）是一款由前南斯拉夫貝爾格萊德軍事技術研究所所設計、塞尔维亚斯洛博達查查公司所生產、由纖維增強塑料所製成的便攜式90毫米反坦克武器。它類似於法國89毫米LRAC F1便攜式反坦克火箭發射器。它由發射器、CN-6光学瞄准镜、火箭彈和火箭彈攜帶箱所組成。M79直接發射無制導彈藥，對裝甲戰車和防禦工事有效。

## 操作

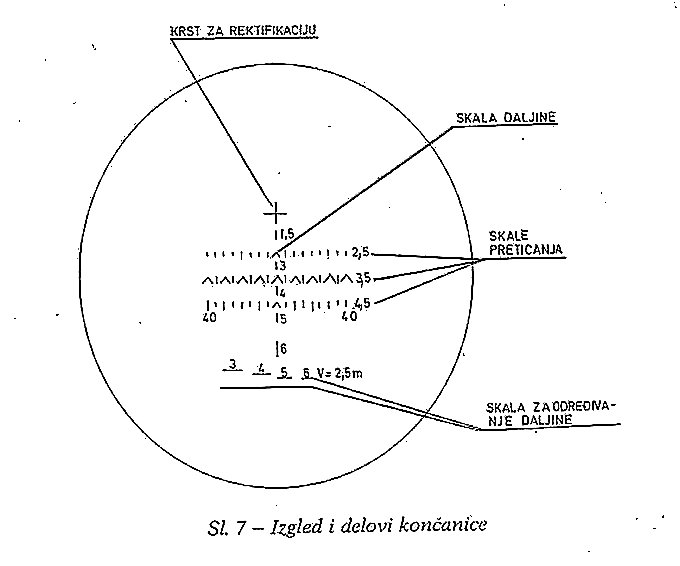
CN-6光學瞄準鏡的瞄準分划。

M79「黃蜂」由兩人，即一名發射手和一名攜彈兼裝填手組成操作小組。裝填手將管式火箭彈容器插入發射器的後部。然後發射手藉由通過CN-6光學瞄準鏡瞄準目標。CN-6光學瞄準鏡具有3.5倍放大倍率和10度水平視角。它還具有防激光過濾器，以保護發射手免受戰場上的激光致盲。當扣下扳機以後，火箭發動機以電子方式激活點火。火箭以250米每秒的速度飛出發射器。對付在350米範圍內的裝甲車輛使用時有著足夠的準度，亦可以打擊距離最遠600米的較大型固定目標。
在撞擊時，火箭裡的壓電式衝擊保險絲激活彈頭以內的锥形装药，可以貫穿厚達400毫米的装甲。保險絲的靈敏度足以在撞擊角度從垂直方向高達70度以下激活彈頭。發射以後，先將廢棄的火箭彈容器從發射器中取出，然後裝上下一根容器即可完成再裝填。

## 操作歷史
M79「黃蜂」是由位於前南斯拉夫社会主义联邦共和国的斯洛博達查查公司所設計和製造。它亦在塞尔维亚、北馬其頓共和國和克罗地亚繼續生產（克羅地亞命名為RL90 M95）。
叙利亚内战中，大量的M79「黃蜂」火箭發射器提供給敘利亞的“叛亂份子”，這些發射器已被證明能有效地阻止了敘利亞軍隊的裝甲部隊。許多謠傳將敘利亞叛亂份子的M79「黃蜂」誤認為他倆同時間也正在使用的俄罗斯RPG-29型火箭發射器。伊拉克內戰中，M79「黃蜂」也在伊拉克被伊斯兰国用於攻擊伊拉克政府軍；據詹氏資訊集團報導，它也被用於對付美國製造的M1A1「艾布蘭」主力戰車。

## 使用國

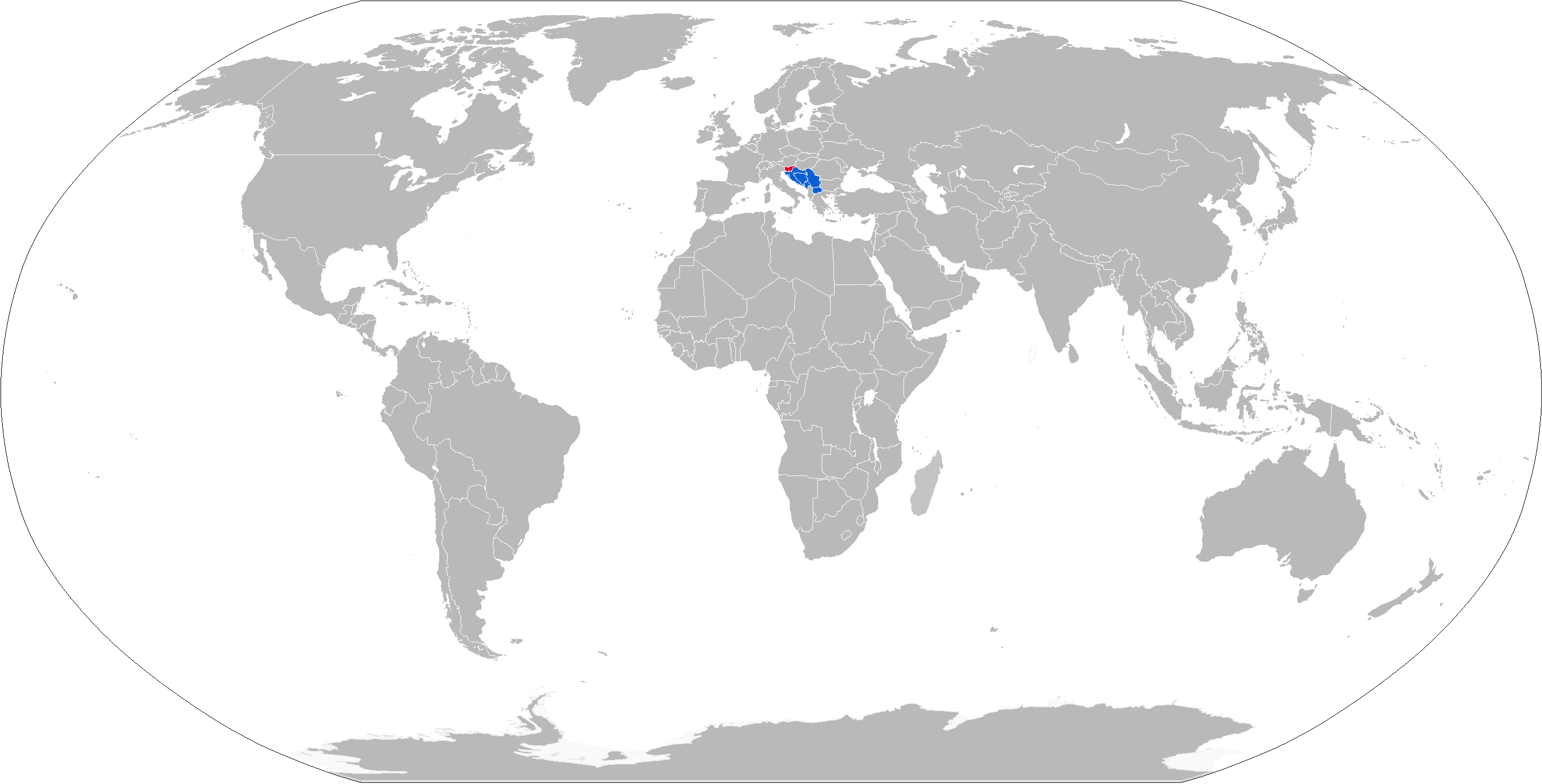
藍色為M79「黃蜂」的使用國，而紅色則是前使用國。

### 現在的使用國
- ：220具。
- ：命名為RL90 M95，超過1,500具。
- 蒙特內哥羅：超過250具。
- 北馬其頓：300具。
- 塞爾維亞：2,650具。

### 非國家勢力
- 叙利亚反对派自由叙利亚军[7]
- 伊拉克和沙姆伊斯蘭國[8][9]
- 库尔德斯坦工人党

### 過去的使用國
- 南斯拉夫
- 斯洛維尼亞

## 流行文化

### 电影
- 2010年—：收藏在武器隱藏庫之中。

### 电子游戏
- 2014年—《4》：命名為「LK-1018」，奇怪地可發射雷射制導（英语：Laser guidance）導彈。

## 資料來源
1. ↑  .   [2017-10-30]. （原始内容存档于2016-03-11）.
2. ↑  .   [2017-10-30]. （原始内容存档于2019-02-17）.
3. ↑  .   [2017-10-30]. （原始内容存档于2019-02-17）.
4. ↑  .   [2017-10-30]. （原始内容存档于2019-02-17）.
5. ↑  Higgins, ELIOT. . At War Blog. 2013-02-26  [2025-03-09] （英语）.
6. ↑  .   [2017-10-30]. （原始内容存档于2015-05-02）.
7. ↑  Charles Lister. . 2014-10-13  [2017-10-30]. （原始内容存档于2016-04-10）.
8. ↑  .   [2017-10-30]. （原始内容存档于2017-03-30）.
9. ↑  . SLM. 2017-03-22  [2017-03-22]. （原始内容存档于2017-10-18）.

- Jane's Infantry Weapons 2005-2006

## 外部連結
- Sloboda a.d. Čačak, Serbia （页面存档备份，存于）
- （英文）—Eurokompozit: RBR-90mm M79